# Gynacantha nourlangie
Gynacantha nourlangie är en trollsländeart som beskrevs av Günther Theischinger och Watson 1991. Gynacantha nourlangie ingår i släktet Gynacantha och familjen mosaiktrollsländor. Inga underarter finns listade i Catalogue of Life.

## Bildgalleri

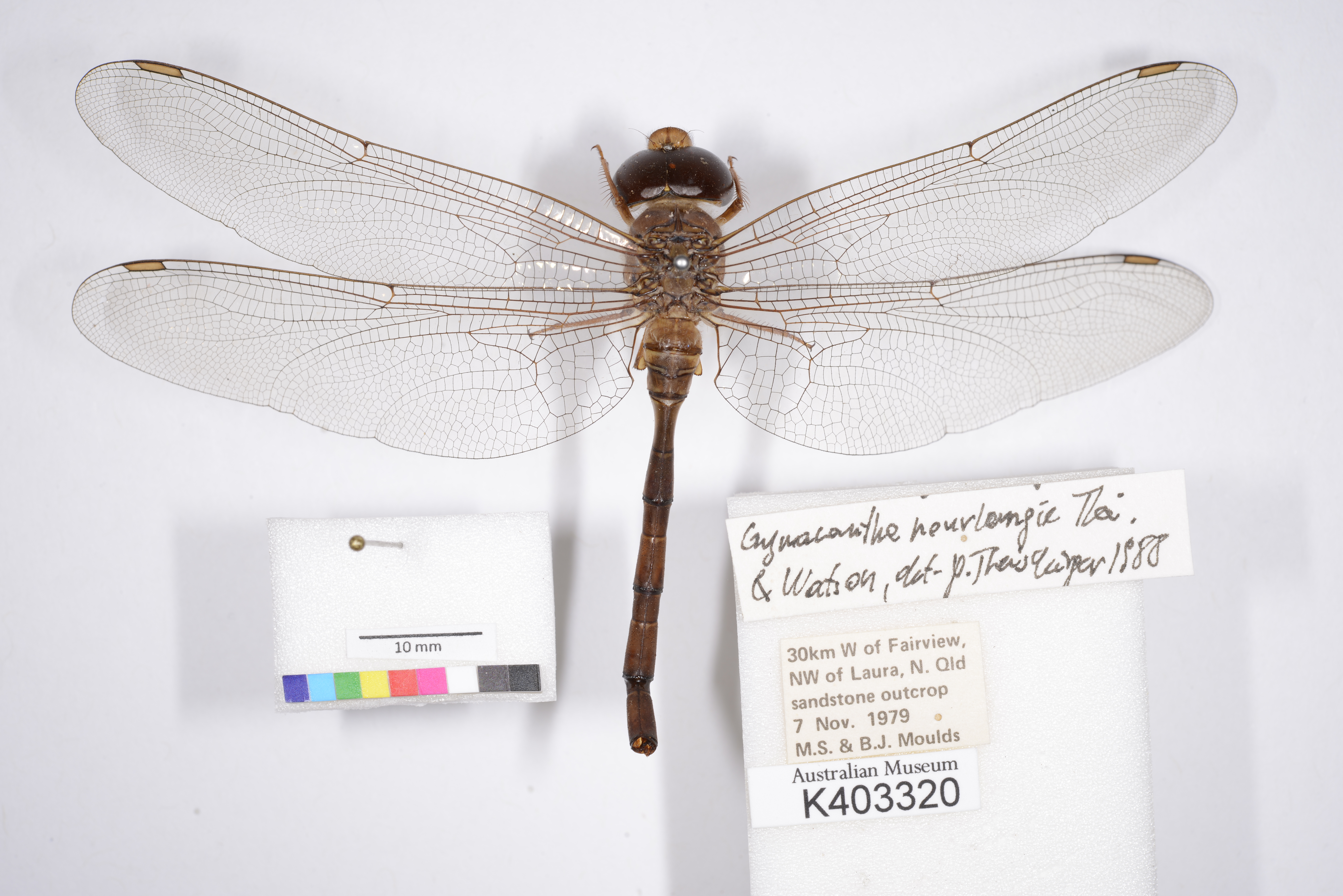